# Universidade do País Basco
A Universidade do País Basco (em basco: Euskal Herriko Unibertsitatea; em castelhano: Universidad del País Vasco; sigla: UPV/EHU) é a única universidade pública da Comunidade Autónoma do País Basco, Espanha, distribuída em três campi: Bizkaia, Gipuzkoa e Araba. Fundada no dia 25 de fevereiro de 1980, nasceu da antiga Universidade de Bilbao, inspirando-se na Universidade Basca de 1936, composta inicialmente pelas Faculdades de Economia de Sarriko (1955), Medicina (1968) e Ciências (1968); uniram-se, posteriormente, com a Lei Geral de Educação: a Escola Náutica (1784), a Escola Universitária de Estudos Empresariais de Bilbao (1818) e as Escolas Técnicas de Engenheiro, até chegar aos trinta centros que fazem parte da universidade.
O lema da EHU/UPV, em euskera, é "Eman ta zabal zazu" ("Conceba e difunda o conhecimento"), faz parte de um verso da Gernikako Arbola, um hino vasco do século XIX. O símbolo da universidade foi desenhado pelo escultor Eduardo Chillida na década de 1970 que alude a vocação universal da cultura vasca e se transformou em um símbolo de reivindicação do período histórico espanhol conhecido como "Transição Espanhola".
A Universidade do País Basco é uma das principais instituições de pesquisa espanhola, responsável por 70% das pesquisas básicas conduzidas no País Basco. Em 2014, a EHU/UPV classificou-se na posição 245 do ranking mundial de universidades do Ranking Web of Universities e entre as 401-500 do ranking internacional de Shanghai.
Em 2009, o projeto Euskampus da UPV/EHU foi reconhecido com a menção "Campus of International Excellence", prêmio do Ministério de Educação da Espanha. O projeto foi desenvolvido com outras duas importantes instituições: Tecnalia Research and Innovation Corporation e a Donostia International Physics Center Foundation.

## "Eman ta zabal zazu"
Atualmente o catálogo de cursos consiste em 67 licenciaturas abrangendo todas as áreas do conhecimento. No âmbito da pós-graduação, há 103 mestrados, 44 especializações e 71 programas de doutorado, além de cursos de verão realizados em Bilbao, Donostia-San Sebastián e Vitoria-Gasteiz.
- Mestrado e Doutorado em Estudos Internacionais: seu início dá-se com a transformação do antigo programa de Doutorado de 1988/1989. Assim, o Mestrado e Doutorado em Estudos Internacionais iniciaram-se no ano acadêmico de 2007/2008 no Departamento de Direito Internacional Público, Relações Internacionais e História do Direito da universidade. Em distintos momentos, os programas foram distinguidos com a menção de qualidade do Ministério de Educação. O curso reúne professores espanhóis e professores internacionais convidados tal como o cientista político Michael Keating.[6]

## Acervo bibliográfico
Mais de 1 000 000 volumes, 17 800 jornais, 6 400 jornais eletrônicos, 88 plataformas especializadas e mais de 10 000 vídeos podem ser encontrados nas bibliotecas da universidade.

## Universidade multicultural
A Universidade do País Basco é conhecida pela suas políticas de internacionalização. O Departamento de Relações Internacionais gerencia mais de 900 acordos de intercâmbio com universidades espanholas e internacionais. Anualmente, a universidade recebe mais de 900 estudantes estrangeiros. A EHU/UPV faz parte do programa SICUE, programa de mobilidade entre universidades espanholas, do programa ERASMUS, programa de mobilidade das universidades europeias, e também criou acordos próprios tal como o UPV;/EHU-América Latina e outros acordos internacionais para os EUA, Canadá, Filipinas, Nova Zelândia e Rússia.